# Ernest Fryderyk II (książę Saksonii-Hildburghausen)
Ernest Fryderyk II (ur. 17 grudnia 1707 w Hildburghausen; zm. 13 sierpnia 1745 w Hildburghausen) – książę Saksonii-Hildburghausen z dynastii Wettynów.

## Życiorys
Ernest Fryderyk II był najstarszym żyjącym synem księcia Ernest Fryderyk I i jego żony księżnej Zofii Alberty von Erbach-Erbach. Troje rodzeństwa urodzone wcześniej: Ernest Ludwik, Zofia Amalia i Ernest Ludwik Albert zmarło tuż po narodzinach albo we wczesnym dzieciństwie. Po śmierci ojca opiekę nad Ernestem Fryderykiem w latach 1724–1728 przejęła matka. 
Ernest Fryderyk II kształcił się w Jenie, Genewie i Utrechcie. W 1722 roku wraz z bratem Ludwikiem odbył podróż do Francji, gdzie uczestniczył między innym w koronacji Ludwika XV w katedrze w Reims. W 1728 przejął oficjalnie rządy. Mimo wysiłków matki w okresie trwania opieki, stan finansów państwa nadal pozostawiał wiele do życzenia. 
W dniu 31 października 1731 w Salzburgu, w dzień 214 rocznicy przybicia przez Marcina Lutra 95. tez na drzwiach katedry, książę abp Leopold Anton von Firmian podpisał Dekret Wydalania, Emigrationspatent, nakazując protestantom porzucić niekatolickie wierzenia pod karą wypędzenia z miasta. Wielu mieszkańców musiało sprzedać swój dobytek i wyemigrować. 12 000 salzburskich protestanckich emigrantów przyjął król Prus, Fryderyk Wilhelm I. Ernest Fryderyk II także wydał zezwolenie na osiedlanie się emigrantów w swoim państwie.
Za wstawiennictwem swego wuja księcia Józefa Fryderyka, został Ernst Fryderyk zaproszony do Wiednia, gdzie z rąk cesarza Karola VI otrzymał stopień oficerski cesarskiej armii. W 1743 roku został z kolei mianowany przez Karola IV Teodora generałem porucznikiem. Często schorowany był książę bezradny wobec problemów księstwa. Zadłużenie państwa mimo podejmowanych wysiłków było coraz większe. Ernest Fryderyk II zmarł 13 sierpnia 1745 roku w wielu niespełna 38 lat. 

## Rodzina
W dniu 10 czerwca 1726 roku poślubił we Fürstenau Karolinę (1700–1758), córkę hrabiego Filipa Karola von Erbach-Fürstenau (1677–1736). Para miała czworo dzieci: 
- Ernesta Fryderyka (1727–1780),

∞ 1. 1749 księżiczka Luiza Duńska (1726–1756),
∞ 2. 1757 księżniczka Krystyna Zofia von Brandenburg-Bayreuth (1733–1757),
∞ 3. 1758 księżniczka Ernestyna Augusta von Sachsen-Weimar-Eisenach (1740–1786).
- Albrechta (1728–1735),
- Eugeniusza (1730–1795),
- Amalię (1732–1799)

∞ 1749 książę Ludwik zu Hohenlohe-Neuenstein-Oehringen (1723–1805).